# 肠道呼吸
肠道呼吸（英語：或）是许多动物通过消化道的上皮组织和黏膜进行气体交换获取氧气的呼吸方式，因为通常在肠道尾端的泄殖腔进行，因此也称泄殖腔呼吸（cloacal respiration）。自然界完全依赖肠道呼吸的动物并不多，通常是水生动物在面对水体缺氧时用来获取额外氧气交换的一种备用的辅助呼吸模式。
陆生脊椎动物（四足类）赖以呼吸空气的肺源自其硬骨鱼祖先在食道与咽部交界处发展出的一个可以蓄气的憩室，在肉鳍鱼和辐鳍鱼中分别演化成了肺和与之同源的鳔，因此肺呼吸在某种程度上也可以被抽象化看作是一种特化的肠道呼吸。

## 龟类
一些龟类（特别是善于深潜的物种）在长期潜水时非常依赖泄殖腔的肠道呼吸。因为刚性的龟壳限制了其单独用肺吸气的能力，许多龟类演化出了用皮肤、颊咽腔（buccopharynx）和拥有特殊黏膜囊的泄殖腔在水中直接进行氧气交换的多源呼吸能力，其中淡水生的蛇颈龟可以用颊咽腔和泄殖腔（两者都是消化道的一部分）分别满足一半和三分之一的水生呼吸需求，甚至可以依此连续潜水72小时。

## 海参
海参可以通过泄殖腔中的一对树状腺体结构进行呼吸，并通过肛门收缩将海水吸入，在摄取氧气后将其排出。这种呼吸结构由一系列从一个主管分岔的狭长小管组成，气体交换在这些小管内发生，氧气穿过小管壁进入胚腔内的体液中，然后通过棘皮动物特有的水管系统循环到身体各处。
许多鱼类以及多毛纲环节动物甚至一些蟹类会利用海参泄殖腔呼吸的进出水流来“偷懒”呼吸，甚至就栖息在海参的泄殖腔内躲避天敌，在晚间再出来觅食。

## 其它动物
泥鳅可以利用其肠道尾端的黏膜进行气体交换，以此在旱季缺水的环境中通过在淤泥内穴居存活。
研究发现一些哺乳动物在实验室条件下也可以进行一定程度的肠道呼吸。在被置于缺氧环境下但通过肠道供氧的老鼠中，实验组平均存活18分钟，而对照组则是11分钟。2024年，一个证明猪也可以用肠道呼吸的研究被授予了搞笑诺贝尔奖。这项研究还发现如果预先把肠道黏膜磨除，大部分实验对象都能在肠道供氧的情况下存活至少50分钟。目前学界有计划研究此类供氧策略的有效性、辅助使用全氟碳氟化合物的安全性和是否能应用在人体上，因为这种生物医学工程技术或许有着针对肺损伤和呼吸系统疾病的临床治疗的潜在价值。

## 注解
1. ↑  在腔棘鱼中，肺变成了一个充满脂肪、负责维持浮力的痕迹器官，功能与辐鳍鱼的鳔和板鳃类软骨鱼的肝脏相似。